# Alexandre Moriaud
Alexandre Moriaud, né le 7 mars 1871 à Carouge (originaire du même lieu) et mort le 8 novembre 1955 à Genève, est un homme politique suisse, membre du Parti radical genevois.
Il est député au Conseil des États de fin 1922 à septembre 1931 et conseiller d'État de 1924 à 1931, à la tête du département des travaux publics puis de celui des finances.

## Biographie

### Origine et famille
Alexandre Moriaud naît le 7 mars 1871 à Carouge, dans le canton de Genève. Il en est également originaire. Il est le fils de l'avocat et conseiller d'État genevois Pierre Moriaud et d'Elisabeth Bravaix, une Française fille d'un bijoutier.
Il épouse Ida Barbara Kübler, fille d'un négociant en pierres fines. Ils ont un fils, David Moriaud, futur député au Grand Conseil du canton de Genève.

### Études et parcours professionnel
Il fait des études de droit à Genève, en France et en Allemagne, puis devient avocat.
Il débute au barreau en 1893. En 1923, il devient bâtonnier de l'Ordre des avocats (1923-1924) et juge suppléant au Tribunal fédéral.

### Parcours politique
Très jeune, il se lance dans la politique au Conseil municipal de l'ancienne commune de Plainpalais (1906-1910). Il est élu au Grand Conseil du canton de Genève en 1916 et le préside en 1923.
Il entre au Conseil des États le 4 décembre 1922, avant d'être élu en 1924 au Conseil d'État de Genève, au Département de Justice et Police en remplacement de Jacques Rutty. À la mort de Guillaume Pictet, il prend en 1926 la direction du Département des Finances et des Contributions. Il préside le gouvernement en 1926, 1928 et 1930.
Le 10 juillet 1931, à la suite de la faillite de la Banque de Genève, il démissionne et se retire complètement de la politique. Il est arrêté quelques jours en septembre 1931 et le procureur général classe la poursuite en 1934.

### Autres fonctions
Alexandre Moriaud préside le Touring Club suisse de 1912 à 1916, est membre fondateur de l'Union cycliste suisse en 1896, président du Conseil d'administration de la Caisse hypothécaire et membre du conseil d'administration de la Banque nationale suisse,.
Il est également président du Consistoire de l'Église nationale protestante et franc-maçon, loge Fidélité et Prudence,.

### Mort
Il meurt le 8 novembre 1955 à Genève, à l'âge de 84 ans.

## Note
1. ↑  Membre du gouvernement, M. A. Moriaud représente celui-ci au Conseil d'administration de la Banque de Genève. À la suite de difficultés financières, la banque est mise en faillite et une instruction judiciaire est ouverte contre ce Conseil d'Administration. M. Alexandre Moriaud démissionne du gouvernement genevois. En 1934, la cour de Cassation libère le prévenu de délit de forfaiture et décide qu'aucune inculpation ne pouvait être retenue contre M. Moriaud[6]